# Kerbal Space Program 2
Kerbal Space Program 2 è un videogioco di simulazione di volo spaziale sviluppato da Intercept Games e pubblicato da Private Division. Sequel di Kerbal Space Program del 2015, è stato pubblicato in accesso anticipato il 24 febbraio 2023 su Windows.

## Modalità di gioco
Kerbal Space Program 2 si basa sulla modalità science sandbox del suo predecessore Kerbal Space Program. Sono previsti nuovi metodi di propulsione (ad esempio il motore Orion), moduli abitativi per costruire colonie orbitali e planetarie, una modalità multiplayer e la possibilità di viaggio interstellare. 

## Sviluppo
Kerbal Space Program 2 venne annunciato alla Gamescom il 19 agosto 2019 con una data di rilascio inizialmente fissata per l'inizio del 2020. Il gioco era in fase di sviluppo da parte di Star Theory Games (ex Uber Entertainment) che ha cambiato nome per mostrare un'associazione più forte con il franchise Kerbal Space Program. Lo sviluppo è stato spostato su Star Theory in parte perché Squad potesse concentrarsi su ulteriori aggiornamenti per il gioco originale.  Il team ha consultato un gruppo di scienziati ed esperti tra cui il dottor Uri Shumlak (presidente associato del dipartimento di aeronautica e astronautica dell'Università di Washington), Scott Manley (astrofisico e YouTuber) e il dottor Joel Green (anche lui astrofisico). 
Nell'ottobre 2022 è stata annunciata l'uscita del gioco in early access per 24 febbraio 2023 per Windows. Private Division e Intercept Games hanno anche pubblicato una tabella di marcia che descrive in dettaglio gli sviluppi futuri: scienza, colonie, viaggi interstellari, modalità multiplayer, esplorazione migliorata e raccolta di risorse.
Il primo importante aggiornamento è stato pubblicato il 19 dicembre 2023 ed è stato chiamato "For Science!". L'aggiornamento ha aggiunto una modalità di gioco chiamata "Exploration Mode", che assomiglia alla modalità di gioco "Scienza" di Kerbal Space Program. 
Il gioco sarà pubblicato in futuro anche per PlayStation 5 e Xbox Series X e Series S.

## Sistemi planetari

Schema del sistema planetario di Kerbol

A differenza di Kerbal Space Program in questa nuova versione del gioco saranno presenti più sistemi planetari da esploare. Nel 2023 era presente solo un sistema, quello di Kerbol. In confronto al nostro Sistema Solare, quello fittizio di Kerbol è in scala ridotta (pianeti e lune sono mediamente dalle 3 alle 10 volte più piccoli delle loro controparti e spesso molto più densi). Si compone in totale di diciassette corpi celesti (8 pianeti e 9 lune) come in Kerbal Space Program.

## Accoglienza
I commenti dei giocatori per la versione ad accesso anticipato di Kerbal Space Program 2 sono stati per lo più negativi. Alcuni giocatori hanno criticato il gioco per le sue scarse prestazioni, i bug e mancanza di contenuti; tuttavia, alcuni giocatori ne apprezzavano già la grafica migliorata e il design del suono. Dopo l'aggiornamento For Science! il feedback dei giocatori è notevolmente migliorato.